# Jeremy Williams (actor)
Jeremy David Williams (n. 11 de noviembre de 1982 en Birmingham, Reino Unido) fue un actor de cine y teatro, modelo, poeta y dramaturgo británico.

## Filmografía
| Año  | Película             | Rol            | Notas            |
| ---- | -------------------- | -------------- | ---------------- |
| 2006 | See You at the Altar | Kevin          | Película         |
| 2006 | Cold Light of Day    | Joshua Lambert | Miniserie de BBC |
| 2009 | Inkheart             | Recruit        | Película         |